# Ramlare
En ramlare är ett fullvuxet handjur av skogs- eller fälthare.
Ordet ramlare är bildat av ett äldre, numera knappast använt verb ramla, i betydelsen para sig (om harar).